# جيمس نولز
جيمس نولز (بالإنجليزية: James Knowles)‏ هو طيار بطل أمريكي، ولد في 27 ديسمبر 1896 في سينسيناتي في الولايات المتحدة، وتوفي في 21 فبراير 1971 في سانت لويس في الولايات المتحدة.